# A Covid19-pandémia világgazdasági hatásai
A Covid19-pandémia gazdasági hatásai súlyosak és szerteágazóak. Bizonyos gazdasági ágazatokban gyakorlatilag azonnal megjelent, míg másutt csak később érezteti negatív hatásait a 2020 januárjában kitört járvány. A 2010-es évek elejétől világszerte fokozatosan emelkedő gazdasági teljesítmény és az ebből fakadó fokozott gazdasági növekedés korszakát a vírus terjedése és a leállások, karanténok miatti bevétel- és termeléskiesések megszakították. 2020 első negyedévének végén még nem látható pontosan mekkora mértékű gazdasági visszaesést fog okozni a járvány, ám a különböző előrejelzések alapján jelentős lehet a recesszió mértéke világszerte.

## A 2019-2020-as koronavírus járvány gazdasági hatásai gazdasági áganként

### Légiközlekedés
Az ágazat globális utasforgalmi bevétele 55 százalékkal eshet vissza a várakozások alapján. Az utasforgalom 48 százalékkal csökken 2020-ban a 2019-es évi adatokhoz képes az előrejelzések szerint. A járatok száma világszerte 80 százalékkal kevesebb, mint a 2019 áprilisi adat. A várakozások alapján 2020 harmadik negyedévében indulhatnak újra az országok belföldi légiforgalmi járatai, ám a nemzetközi járatok újraindulása csak később és lassabb ütemben várható.
2020 második negyedévében 61 milliárd dollárnyi készpénzbe kerülhet az ágazatnak az utazási korlátozások miatti veszteglés. A légiközlekedéssel kapcsolatban 25 millió állás fennmaradása válhat bizonytalanná.
Ausztráliában márciusban 1 milliárd ausztrál dollár értékű mentőcsomagot kaptak az ország légiközlekedési vállalatai, mint például a Virgin Airlines és a Quantas, ám ennek az összegnek a jelentős része csak azoknak a díjaknak a fedezetére volt elég, melyet a társaságoknak akkor is ki kell fizetniük, ha gépeik nem repülnek. Ezért az ausztrál kormány újabb 165 millió ausztrál dollár értékű gyorssegélyt ítélt meg a társaságoknak, melyért cserébe a regionális és a városok közti légiforgalom minimális szintjének fenntartását várja el a belföldi utasforgalom biztosítása miatt. A Virgin légitársaság mintegy 10 000 dolgozónak ad munkát és további ezreknek függ közvetett módon az állása a légitársaság működésének fennmaradásától
Világszerte több, mint 16 000 repülőgép kényszerült a földön vesztegelni a vírus miatti leállások és a repülés iránti kereslet csökkenése okán, ez a normális esetben üzemelő gépek 62 százalékát teszi ki. 70 légitársaság, köztük az Easyjet, az Emirates és az Ethiad teljesen leállította flottáját. A IATA előrejelzése szerint 2020-ban a személyszállítási üzletág globális bevételei akár 250 milliárd dollárral is csökkenhetnek, ami 25 millió fő munkahelyét sodorhatja veszélybe, melyek közül van, amelyek már meg is szűntek.
Légitársaságok
A legtöbb légitársaság 90 százalékkal csökkentette járatait Európában, így a kontinens légijáratainak száma is 90 százalékkal esett vissza az egy évvel korábbihoz képest.
A KLM korábbra hozta Boeing-747-es flottájának forgalomból történő kivonását a járvány okozta leállások következtében.
A legtöbb légitársaság számára a repülőgépek földön tartása akár napi 1000 dollár is lehet gépenként. Ez jóval kevesebb, mintha a gépek üresen, kihasználatlanul repülnének, mert úgy óránként 5-6000 dollár költséget termelnének a vállalatok számára.
A Lufthansa 10 000 fő elbocsátását és 100 repülőgépének eladását tervezi 2020-ban. A vállalat havonta 800 millió eurós költséget termel a járvány időszakában is, amelyet nem tud visszatermelni az utazási korlátozások miatt. A vállalat 12 milliárd eurós pénzügyi segítségre számít. A Lufthansának óránként 350 millió forintnyi, azaz 1 millió euró a vesztesége, amíg gépei nem térhetnek vissza a levegőbe. A vállalat megmentésére a német állam a pénzügyi segítségért cserébe megszerzi a cég részvényeinek 25 százalékát, plusz 1 részvényt. Ezen kívül a szövetségi kormány 2 főt küldhet a cég felügyelőbizottságába. A cég flottájának 90 százaléka a leállás miatt kikerült a forgalomból és dolgozóinak 90 százaléka is kényszerszabadságon van a leállás ideje alatt. A cég megmentéséről közel két hónapos tárgyalássorozat keretében döntöttek a német politikusok.
Légiforgalmi kikötők
2019 áprilisában még napi 44 000 utas fordult meg a Liszt Ferenc Nemzetközi Repülőtéren, ám 2020 áprilisában ez a szám már csak 275 fő volt. Míg korábban a napi fel- és leszállások száma 320 volt, addig 2020 áprilisában ez mindössze 35 és ezek között is ritka az utasszállító gép. 2019 húsvétján 1311 fel- és leszálló gép közlekedett, 190 000 utassal a fedélzetén, addig 2020-ban ez már csak 1283 utas volt. Normál esetben a repülőterek bevételeinek csak mintegy 2 százalékát adja a repülőgépek parkolási díja. Ez az összeg a járvány miatt megemelkedett, hiszen a légitársaságok a járatleállások miatt, illetve a keresletcsökkenés, valamint a járvány terjedésének csökkentése érdekében hozott döntések miatt jóval kevesebb járatot tudnak elindítani a korábban megszokotthoz képest. Bizonyos repülőterek külön a repülőgépek parkoltatására szakosodtak, ilyen például az ausztráliai Asia Pacific Aircraft Storage, Alice Springs mellett, amely előbb 70 gépre bővítette a tárolókapacitást, melyet 100 gép elhelyezésére is alkalmassá kívánnak tenni a közeljövőben.
Járatleállások
A vírus terjedésének megelőzése érdekében a légitársaságok részben önszántukból, részben a különböző országok járvány elleni intézkedései alapján járataik jelentős részét, vagy egészét kénytelenek voltak felfüggeszteni. A járatok kimaradása nem csupán a bevétel kiesése miatt érinti érzékenyen a társaságokat, hanem azért is, mert számos légiforgalmi vállalat hitelből vásárolta, illetve lízingeli flottájának jelentős részét. Ezen felül a légitársaságoknak további költségei származnak abból, hogy gépeiket különböző repülőterek kifutópályáin tárolják a járvány idején. A következő lista a különböző légitársaságok járatleállásait tartalmazza:
Aeroflot: 2020. 03.23. és 2020-04.30. közt leállítja Moszkva-Budapest-Moszkva járatát.
Ryanair: 2020. március 24-én kedden még a járatok 20 %-a repült, március 25-től, azonban a járatai közül csupán csak pár darab maradt meg. A cég tájékoztatása alapján a járatok sem 2020 áprilisában, sem pedig májusban nem indulnak újra útnak.
Az Eurocontrol adatai alapján 2020 március közepe és 24-e között már csak a korábban megszokott légiforgalom negyede volt a kontinens felett és a hónap végétől közel minden légitársaság beszüntette a légiközlekedést.
A Turkish Airlines 2020. március 25-én bejelentette, hogy járatait leállítja Kínába február 29-ig, Iránba 2020. március 10-ig.

### Járműipar és gépgyártás
Autóipar
Az IHS Markit 2020-as előrejelzése alapján 2020-ban világszerte mindössze 69,9 millió új autó kerülhet eladásra, amely a 2019-es év adataihoz viszonyítva 22 százalékos visszaesés globálisan. Európában 2020-ban 15,5 millió lehet az új autó értékesítések száma, amely 24,6 százalékos visszaesést jelent a 2019-es évhez képest. A Morgan Stanley szerint Európában 2020-ban csak 12,5 millió új autót fognak eladni, míg korábban 13,7 millió új autó értékesítésére számítottak.
Az LMC Automotive 2020-as várakozásai szerint idén világszerte összesen 71 millió új autót fognak eladni összesen, amely 2019-hez képest 20 százalékos visszaesést jelent.
BMW
A 2020 első negyedévi értékesítése a konszernnek 20,6 százalékkal csökkent éves összehasonlításban. Ezen időszak alatt összesen 477 000 autót adtak el BMW, Mini és a Rolls-Royce márkákból. Európában 18 százalékkal, az Egyesült Államokban 17 százalékkal, míg Kínában 31 százalékkal csökkentek az eladások.
Daimler
78 százalékkal csökkent a Daimler nyeresége, 617 millió euróra 2020 első negyedévében. 2020 első negyedévében 477 378 darab Mercedes-Benz személygépjárművet tudtak értékesíteni, amely éves összesítésben 14,9 százalékos visszaesést jelent. Kínában 20,3 százalékkal esett vissza a vállalat eladásainak száma.
Európai Unió
Az Európai Unióban 2020 márciusában 55,1 százalékkal kevesebb új személygépjárművet helyeztek forgalomba, mint 2019 márciusában. 2020 januárjában az egy évvel korábbi időszakhoz képest -7,5 százalék, februárban -7,4 százalék volt az új személygépjárművek forgalomba helyezésének csökkenése. 1990 óta ez volt a legrosszabb márciusi adat.
Az Európai Unióban a Volkswagen-csoport összességében 2020 március során -68,1 %, a Mazda -67,8 %, a Honda -67,5 %, a Renault -64,7 %, a Jaguar-Land Rover csoport -61,3 %, a fiat-Chrysler -76,6 %, a Mitsubishi -52,1 %, a Nissan – 60,3 %, a BMW -40,7 %, a Toyota -41,2 %, a Daimler -39,4 %, a Volvo -33,2 %, a Hyundai-csoport -42,5 % arányban tudott új személygépjárműveket értékesíteni az egy évvel korábbi adatokhoz képest.
2020 áprilisában az Unióban valamivel több, mint 270 000 új autót helyeztek forgalomba, amely a 2019 áprilisi adathoz képest éves összevetésben 76,3 százalékos visszaesést jelent.
Ausztria
64,9 százalékkal csökkent az új autók értékesítése az országban 2020 áprilisában.
Belgium
90,1 százalékkal csökkent az új autók értékesítése 2020 áprilisában.
Bulgária
72,6 százalékkal esett vissza az új autók értékesítése 2020 áprilisában.
Ciprus
84,1 százalékkal csökkent az új autók értékesítése az országban 2020 áprilisában.
Dánia
2020 áprilisában 37 százalékkal csökkent az új autók eladása az országban.
Észtország
2020 áprilisában az új autók értékesítése 67,5 százalékkal esett vissza.
Finnország
38,6 százalékkal csökkent az új autók eladása az országban 2020 áprilisában.
Franciaország
88,8 százalékkal esett vissza a 2020-as évben az új autók eladása áprilisban.
Görögország
80,2 százalékkal esett vissza az új autók értékesítése az országban 2020 áprilisában.
Hollandia
53 százalékkal esett vissza az új autók értékesítése 2020 áprilisában.
Horvátország
87,5 százalékkal esett vissza az új autók értékesítése az országban 2020 áprilisában.
Írország
96,1 százalékkal esett vissza az új autók értékesítése 2020 áprilisában.
Lengyelország
67,1 százalékkal esett vissza az új autók értékesítése az országban 2020 áprilisában.
Lettország
58,5 százalékkal esett vissza az új autók értékesítése az országban 2020 áprilisában.
Litvánia
68,9 százalékkal esett vissza az új autók értékesítése az országban 2020 áprilisában.
Luxemburg
78,9 százalékkal esett vissza az új autók értékesítése az országban 2020 áprilisában.
Magyarország
50,3 százalékkal esett vissza az új autók eladása az országban 2020 áprilisában.
Olaszország
97 százalékkal csökkent az országban az új autók eladása 2020 áprilisában.
Nagy-Britannia
2020 áprilisában éves szinten 97 százalékkal kevesebb, összesen 4321 új autót értékesítettek az országban. Ez 1946 áprilisa óta a legkevesebb. 2020-ra a brit autókereskedők összesen 1,68 millió új autó eladásával számolnak, amely 2019-hez képest 27 százalékos visszaesést jelez előre.
Németország
61,1 százalékkal esett vissza az új autók értékesítése az országban 2020 áprilisában.
Portugália
87 százalékkal esett vissza az új autók értékesítése az országban 2020 áprilisában.
Románia
50,3 százalékkal esett vissza az új autók eladása az országban 2020 áprilisában.
Spanyolország
96,5 százalékkal esett vissza az új autók eladása az országban 2020 áprilisában.
Svédország
37,5 százalékkal esett vissza 2020 áprilisában az új autók eladása.
Szlovákia
61,5 százalékkal esett vissza az új autók értékesítése 2020 áprilisában az országban.
Szlovénia
71,4 százalékkal esett vissza az új autók értékesítése 2020 áprilisában.
Volkswagen
A Volkswagen 2020 január és március közt globálisan az egy évvel korábbi első negyedéves adatokhoz képest 23 százalékkal kevesebb gépjárművet értékesített a járvány okozta gazdasági visszaesés következményeként. Márciusban 638 000 járművet értékesített a cégcsoport, amely a 2019 márciusi adathoz képest 38 százalékkal kevesebb. Kínában 35 %, Nyugat-Európában 20 %, Közép-Kelet-Európában 12 %, Észak-Amerika 13 %, Dél-Amerika 3 %, Ázsia-Csendes-óceáni régió 12 %, Közel-Kelet és Afrika esetében pedig 10 % volt az értékesítések csökkenésének mértéke. A Volkswagen márka eladásai 2020 első negyedévében 25 %-kal, az Audi 21 %-kal, a Skoda 24 %-kal, a Seat 14 %-kal, a Porsche 5 %-kal, a MAN 17 %-kal, a Scania 23 %-kal estek vissza ugyanebben az időszakban.
Volvo
A Volvo adózott eredménye éves összevetés alapján 463,5 millió amerikai dollárra esett, amely 56 százalékos visszaesés az egy évvel korábbi azonos időszakhoz képest. 2020 márciusában a vállalat megrendelésállománya 75 százalékkal esett vissza a 2020 februári adatokhoz képest. A teherautó ágazatban a Volvo AB 44 700 teherautót szállított ki, amely éves összehasonlításban 24 százalékos visszaesésnek számít.
Brazília
Brazíliában 2020. április 13-án bejelentette a Toyota Motors, hogy a General Motors döntéséhez hasonlóan ők is felfüggesztik az országban a járműgyártást 2020 június 22-éig legalább. 2020. március 23-ával a General Motors is leállította az országban elhelyezkedő gyáraiban a termelést a koronavírus terjedése miatt. A vállalat dolgozóit fizetett szabadságra küldte. A leállás első körben minimum 60 napos lesz és először június közepén indulhat újra a termelés.
Repülőgépgyártás
2020 első negyedévében 356 repülőgép megrendelést mondtak vissza a légitársaságok a Boeing vállalatnál és új megrendelési állományuk is csupán 49 gépre érkezett. 2020 első három hónapja során a vállalattól mindössze 50 repülőgépet vettek át, amely korábban havonta volt ugyanekkora darabszám. Első sorban a Boeing-737-es típus megrendelési állománya esett vissza. Ennek a típusnak a megrendelési állománya 332 darabbal esett vissza. A vállalat rendelésállománya így 5049 darabra csökkent.
Rolls Royce
9000 főt bocsát el a brit vállalat hajtóműgyártó részlege. Ez a munkavállalóinak 17 százaléka. A létszámcsökkentéssel közvetve 700 millió fontot, közvetve 1,3 milliárd font költséget takaríthat meg a vállalat. Ezen felül gyárbezárásokra is sor fog kerülni a költségcsökkentési lépések során.

### Vegyipar
-Háztartási tisztitószerek. A Mol LUB Kft. a MOL Zrt. kenőanyagokkal foglalkozó leányvállalata két hét alatt átállította fertőtlenítőszer-gyártásra az almásfüzitői üzemét, ahonnan a töltőhálózatán kívül, az országban máshová is szállítanak a legyártott fertőtlenítőszerekből.
A koronavírus-járvány miatti háztartási tisztító- és vegyszerek felvásárlása miatt a Procter&Gamble (P&G) 2020 első negyedéves nettó forgalma 5 százalékkal emelkedett. Különösen Európában és Észak-Amerikában szerepelt jól a vállalat. Ennek ellenére 2020-ra a korábban várt 4-5 %-os profit helyett legújabb várakozásaikban már csak 3-4 % körüli profitemelkedést feltételez a cég.
-Ipari vegyszerek

### Nyersanyagfeldolgozás
Kőolajfinomítás, -kitermelés
A világ kőolaj felhasználása 9,3 millió hordó/nappal csökkenhet a járvány okozta gazdasági visszaesés következtében. 2020 áprilisában 29 millió hordó/nappal eshet vissza a Nemzetközi Energia Ügynökség (IEA) számításai szerint a világ kőolaj felhasználása. a szervezet által közzétett dokumentumok szerint az 1995-ös szintre esett vissza a világ olajfogyasztása. Európa és Észak-Amerika adatai alapján azonban már 2020 áprilisában láthatóvá vált, hogy a fokozatos gazdasági visszarendeződésnek köszönhetően 2020 decemberére már csak 2,7 millió hordó/nappal lehet kevesebb a világ kőolaj felhasználása. 2020 második félévétől a kínálat már 4,7 millió hordó/nappal haladhatja meg a keresletet, ám ezt a tárolókból képesek lesznek fedezni. Az Amerikai Egyesült Államok, Kanada, Brazilia és Norvégia kőolaj-kitermelésére lehetnek leginkább hatással az olajpiacon kialakult alacsony árfolyamok. 2020-ban április közepéig a kőolaj világpiaci ára 60 százalékkal csökkent. A csökkenő olajárak hatására a korábban elindult zöld energiára történő áttérés is lelassulhat az iparági szakértők véleménye alapján.
A MOL mégsem zárja be ideiglenesen 26 magyarországi töltőállomását. Eközben Csehországban 29, Szerbiában 26, Szlovákiában-Szlovéniában 1-1 töltőállomásukat nyitják meg újra, míg Bosznia-Hercegovinában 33 üzemanyagtöltő-állomáson térnek vissza a normál üzletmenetre és nyitvatartásra. A leállások miatt a 2020 március-áprilisi értékesítési adatok a vállalatnál az egy évvel korábbi időszakhoz képest 30-40 százalékkal voltak alacsonyabbak. A korlátozások enyhítésével azonban fokozatosan a korábban megszokott értékesítési adatok térnek vissza a cég töltőállomásain.

### Textil- és ruhaipar
A Textilgyártók Nemzetközi Szövetsége (Textile Manufacturers Federation – ITMF) 2020 márciusában és áprilisában három alkalommal (március 13–18., március 28–április 6., április 16–28. között) kutatást végzett tagjai között, azt tudakolva, hogy hogyan hat a koronavírus-járvány a világ textil-értékláncára, különös tekintettel a rendelésállomány és a forgalom alakulására. A kérdésekre válaszoló – alkalmanként változóan 600–700 – vállalat Európát, Észak- és Dél-Amerikát, Kelet-, Dél-Kelet- és Dél-Ázsiát, valamint Afrikát képviselte.
A kapott válaszok azt mutatták, hogy az átlagos méretű vállalatoknál minden régióban jelentős mértékben fordultak elő rendeléslemondások ill. halasztások. A rendelésállomány az első megkérdezéskor kapott válaszok szerint világviszonylatban 8%-kal, a második megkérdezéskor kapott válaszok szerint átlagosan 31%-kal, a harmadik megkérdezéskor kapott válaszok szerint pedig már 41%-kal esett vissza. A forgalom csökkenését átlagosan 10,5%, 28% ill. 33% mértékben jelentették.
Az adatok természetesen régiónként erősen különböztek. Európában (Törökországot is beleszámítva) a 3. megkérdezéskor már 45% rendelés- és 33% forgalomcsökkenésről számoltak be a cégek. Nagy „vesztes” még Afrika (–48% ill. –45%), Észak-Amerika (–48% ill. –29%), valamint Dél-Amerika (–35% ill. –45%).
A kutatás során megkérdezték a vállalatokat, milyen kihívásokkal kell szembesülniük ebben a helyzetben. A kapott válaszok szerint
- ezek között első helyen a munkavállalók biztonsága és egészsége szerepelt,
- ezt követte a szállítási láncok megszakadása, különösképpen a Kínából származó termékek esetében,
- a szállítások elmaradása vagy késlekedése a ruhaiparban,
- az attól való félelem, hogy a kereslet jelentősen visszaesik vagy el is marad,
- valamint a likviditási problémák.

Mint pozitívumokat, a vállalatok a következőket emelték ki: 
- a járvány által kikényszerített otthoni termelés észszerűsítésével megerősödhetnek,
- alkalom nyílik az termékprofil átalakítására, korszerűsítésére,
- alkalom nyílik az ellátási lánc felülvizsgálatára, átalakítására,
- alkalom nyílik a gyártási technológiák korszerűsítésére, a digitalizáció felgyorsítására,
- a szálasanyagokat, fonalakat, kelméket és késztermékeket előállító olyan cégek, amelyek az egészségüggyel és a védőeszközök gyártásával vannak kapcsolatban, új lehetőségeket látnak.

### Mezőgazdaság
Csorbai Attila a Baromfi Termék Tanács elnöke szerint a magyar baromfiágazat egy harmada bedőlhet a járvány miatt leállt vendéglátóipari létesítmények elmaradt vásárlásainak kiesése miatt. Bár a 2020 februárjában és márciusában tapasztalható fokozottabb vásárlási kedv az egyéni vásárlók irányából némileg enyhítette az ágazat gondjait, ám nem volt képes pótolni a fent említett kiesésből adódó veszteségeket. A kieső fogyasztás miatt Európa szerte túlkínálat alakult ki a baromfihúsból, ami miatt külföldön sem lehet eladni a jelenlegi készleteket. A hűtőházak tárolási kapacitásuk felső határa közelébe kerültek 2020 májusára. Heti 1000-1200 tonna készlet gyűlik fel a hűtőházakban Magyarországon csak baromfiból. A tárolási kapacitások telítődése a vágóüzemek leállását hozhatja magával, ami miatt a termelők a szülőpárok levágására és a keltetni való tojások megsemmisítésére kényszerülhetnek. Csak a megsemmisítésre kerülő tojásmennyiség önmagában elérheti a 10-12 millió darabot, amely mintegy 600 milliós veszteséget jelentene az ágazat számára.
A víziszárnyasok terén hasonló helyzet alakult ki mint a csirkehús piacán, ám a madárinfluenza miatt ezen állatok tenyésztőinek a helyzete jóval súlyosabb. Május 18-ig már mintegy 4,5 millió víziszárnyast kellett leölni a madárinfluenza-fertőzés terjedésének megállítása miatt Magyarországon. Akár 20 milliárd forintos kár is érheti az ágazatot 2020-ban.
Az Amerikai Egyesült Államokban a farmereknek 2020 márciusa és májusa között 1,3 milliárd dollár értékű kárt okozott a vendéglátóipari felvásárlások kiesése. Az amerikai tejtermelők naponta mintegy 14 millió liter tejet kénytelenek a csatornába önteni, miután felvásárlás nincs, de az állatok tejtermelése természetesen nem állhat le.
Több helyen a megtermelt növényeket inkább visszaforgatják a talajba, mert nem tudják értékesíteni a piacokon. Bab, káposzta és hagyma is beszántásra került az Államokban.
Hollandiában a keresleti oldal elmaradása miatt olyan alacsonnyá váltak a különböző tengeri halak felvásárlási árai, hogy a halászoknak már nem éri meg kihajózni értük. A nyelvhal ára korábban 14 euró volt, ám a válság miatti keresletkiesés miatt 8 euró környékére süllyedt a kilónkénti ára.
Belgiumban túltermelés alakult ki burgonyából, mivel az éttermek, amelyek a belga gazdák legfőbb felvásárlói, nem tudják a bezárások miatt felvásárolni a keletkezett mennyiséget. A helyi burgonyatermesztők szövetsége azt ajánlja a lakosságnak, hogy duplázzák meg a krumplifogyasztást, így segítve a termelőknek.
Nagy-Britanniába az utazási korlátozások miatt nem tudnak visszatérni a járvány elől hazautazó vendégmunkások, így a mezőgazdasági idénymunkásokból is hiány alakult ki az országban. Ez a termelők számára a betakarítás során okozhat gondot. Az angolok az ottani jövedelmi viszonyokhoz képest a mezőgazdaságban elérhető alacsony jövedelemszint miatt nem mennek el dolgozni a földekre.
Németországban az eper- és a spárgaföldeken mutatkozik hiány az idénymunkásokból. Emiatt a német kormány visszavonta a lengyel és román vendégmunkásokra vonatkozó utazási korlátozást. Bizonyos termelők csak a termésük mintegy felét tudták betakarítani a földekről a kialakult munkaerőhiány miatt.

### Élelmiszeripar
Franciaországban 150 ezer tonna jó minőségű francia sajtot voltak kénytelenek megsemmisíteni, miután elmaradt az értékesítésük. Ezen sajtok jelentős része hosszabb időn át nem tárolható fajtájú, ami a megsemmisítés fő indoka volt.

### Kereskedelem
-Kiskereskedelem (ruházati boltok, barkácsboltok, stb, elektronikai cikkek)
Az IKEA európai és észak-amerikai üzleteit bezárta a járvány miatti korlátozások miatt és a fertőzés terjedésének megállítása céljából, amely 60 százalékkal vetette vissza az adott egységek árbevételét. Átlagosan mintegy 8 hétig tartják zárva az üzleteiket, majd pedig fokozatosan újranyitják majd azokat. Európában májusban nyithatnak újra üzleteik.

### Építőipar
Európai Unió
Márciushoz képest 12 százalékkal csökkent az építőipari termelés az unió 27 tagállamában. Éves összevetésben 13,4 százalékkal csökkent az építőipari termelés az európai Unióban.
Euróövezet
Márciushoz képest 2020 áprilisában 14,1 százalékkal csökkent az építőipari termelés. Éves összevetésben 15,4 százalékkal csökkent az euróövezeti országok összesített építőipari termelése.
Belgium
Éves összevetésben a belga építőipari termelés 2019 márciusa és 2020 márciusa között 23,2 százalékos visszaesést szenvedett el.
Finnország
1,5 százalékot emelkedett az építőipari termelés 2019 márciusa és 2020 márciusa között az országban.
Franciaország
40,2 százalékkal esett vissza az építőipari termelés 2020 áprilisában az előző hónaphoz viszonyítva. Éves összevetésben 41,2 százalékos visszaesést produkált éves összevetésben a francia építőipari termelés. 219 március és 2020 március között.
Hollandia
1,5 százalékos emelkedést ért el az építőipari termelés 2020 áprilisában az országban az előző hónaphoz képest.
Lengyelország
1,5 százalékot emelkedett az építőipari termelés 2019 márciusa és 2020 márciusa között az országban.
Németország
1,8 százalékos növekedést ért el az építőipari termelés a márciushoz képest 2020 áprilisában. 5,1 százalékkal emelkedett 2019 márciusához képest a német építőipari termelés éves összevetésben.
Olaszország
36,2 százalékkal esett vissza az építőipari termelés 2020 áprilisában az előző hónaphoz képest. 35,4 százalékos visszaesést produkált az olasz építőipari termelés 2019 március és 2020 április között.
Románia
2,1 százalékos növekedést ért el az építőipari termelés 2020 áprilisában az előző hónaphoz képest. 2019 márciusához képest éves összevetésben 28,1 százalékkal emelkedett az építőipari termelés.
Szlovénia
11,9 százalékkal esett vissza az előző hónaphoz képest az építőipari termelés az országban 2020 áprilisában.

### Telekommunikáció, távközlés
A Goldman Sachs szerint akár 36 százalékkal visszaeshetnek az iPhone eladásai 2020 harmadik negyedévében a koronavírus járvány miatti korlátozások közvetett következtében.

## A járvány gazdasági hatásai régiónként

### Világ
Globálisan akár 20-25 százalékkal is emelkedhet a vállalati fizetésképtelenségek száma 2020-ban az Euler Hermes hitelbiztosító 2020 áprilisi előrejelzése szerint.
A Fitch Ratings hitelminősítő 2020 áprilisi elemzése alapján 2020-ban a világgazdaság GDP-je 3,9 százalékkal fog csökkenni. A világgazdaság által megtermelt GDP összege a 2019-es év egészéhez viszonyítva így 2800 milliárd dollárral lehet kevesebb 2020-ban. A világgazdaságban a bruttó jövedelem a korábban számítottnál akár 4500 milliárd dollárral is kevesebb lehet.
Az Oxford Economics előrejelzése szerint a világgazdaság 2020-ban 2,8 százalékos csökkenést fog elszenvedni a GDP terén.

### Európa
Az Európai Unió vezetői megállapodtak egy 540 milliárd euró összegű pénzügyi mentőcsomagról.
A 2019-es évhez viszonyítva akár 20-40 százalékkal is csökkenhet az európai gépjárműgyártás Alexander Brenner, a Roland Berger autóipari vállalat szakértője szerint. A 2019-es szinteket csak 2021 után érheti el a szakértő szerint ismételten az európai autóipar.
Eurozóna
Az Eurozóna gazdasága (GDP) 2020-ban az Euler Hermes hitelbiztosító 2020 áprilisi előrejelzése alapján 9 százalékkal eshet vissza. Átlagosan az Eurozóna vállalatai 25 százalékos bevételkiesést szenvedhetnek el 2020 során, míg a vállalati fizetésképtelenségek 15 százalékkal emelkedhetnek. Hollandia, Olaszország és Spanyolország cégei lesznek a leginkább érintettek a gazdasági visszaesés terén. Főleg az építőipar, a szolgáltatási szektor és az élelmiszeripar fogja elszenvedni a válságot. Nyugat-Európában több, mint 13 000 vállalat (főleg kis-és közepes vállalkozások) mehetnek csődbe a válság miatt.
A Fitch Ratings hitelminősítő 2020 áprilisi előrejelzése szerint az Eurozóna GDP-je 7 százalékkal fog csökkenni 2020-ban.
Az Oxford Economics előrejelzése szerint az Euróövezet 5,1 százalékos GDP csökkenéssel zárja 2020-at.
Franciaország
A vállalati fizetésképtelenné válások 8 százalékkal fognak emelkedni 2020-ban az Euler Hermes hitelbiztosító 2020 áprilisi előrejelzése szerint. 2020-ban a francia GDP 8 százalékkal csökkenhet.
175 000 vendéglátóhely, ebből csak Párizsban 25 400 étterem és bár zárt be határozatlan időre Franciaországban. A vendéglátáson túl a halászatban és a mezőgazdaságban dolgozókat is érintik a korlátozások miatt kieső bevételek.
A Fitch Ratings hitelminősítő szerint 2020-ban a francia GDP 7 százalékkal csökkenhet éves szinten.
Németország
A vállalati fizetésképtelenné válások 7 százalékkal fognak emelkedni 2020-ban az Euler Hermes hitelbiztosító 2020 áprilisi előrejelzése szerint.
A Fitch Ratings hitelminősítő szerint 2020-ban a német GDP 6,2 százalékkal csökkenhet éves szinten.
Olaszország
15 százalékos lehet az olasz gazdaság visszaesése 2020 első félévében az olasz gazdasági miniszter, Roberto Gualtieri szerint. A miniszter 2021-re azonban már erőteljesebb gazdasági növekedéssel számolt.
A Fitch Ratings hitelminősítő szerint 2020-ban az olasz GDP 8 százalékkal csökkenhet éves szinten.
Magyarország
17 ezer új álláskeresőt regisztrált a Nemzeti Foglalkoztatási Szolgálat (NFSZ) 2020 márciusában. Az összes álláskereső száma 281 000 fő volt. 2020 februárjában 264 000 fő keresett állást Magyarországon.
Az Euler Hermes hitelbiztosító 2020 áprilisi várakozása szerint az országban 2020-ban akár 8 % is lehet a munkanélküliségi ráta, az infláció 4 százalékra gyorsulhat a második negyedév során. A magyar GDP terén minimum 3 százalékot fog csökkenni, de negatívabb jövőbeli eseménysorral számolva akár 7 százalékos gazdasági visszaesés is várhat az országra. A vállalati fizetésképtelenségek 13 százalékkal emelkedhetnek 2020-ban. Az építőipar 20-30 százalékkal csökkenhet 2020-ban az előrejelzés szerint. A szállítmányozás piacán 10 százalékos visszaesést várnak a cég elemzői.
San Marino
San Marino GDP-je 2020-ban az IMF szerint -10 és -12 % közötti visszaesést fog elszenvedni a turizmus kieső bevételei miatt, melyet a járvány miatti lezárások és korlátozások okoztak.
Spanyolország
A spanyol La Liga labdarúgó bajnokság lefújása esetén 1 milliárd euró, a zárt kapus meccsekkel lezárt bajnokság esetén 350 millió euró veszteség is lehet. A televíziós közvetítési jogdíjak miatt ekkora a különbség.
A Fitch Ratings hitelminősítő szerint 2020-ban a spanyol GDP 7,5 százalékkal csökkenhet éves szinten.
Svájc
A svájci kormányzat 2020-ra 6,7 százalékos GDP visszaeséssel számol, amely az elmúlt 45 évben nem fordult elő. A 2021-es GDP előrejelzések korábban +1,2, majd 2020 márciusában +3,3 % voltak, míg a kormányzat legfrissebb 2020 áprilisi előrejelzései szerint 5,2 százalékkal emelkedhet.

### Észak-Amerika
Amerikai Egyesült Államok
Az Amerikai Egyesült Államokban 2020 márciusában 22 millió fő jelentkezett munkanélküli segélyért és közülük 12 millió fő meg is kapta azt. 2010 vége óta nem volt ilyen magas a munkanélküli segélyért folyamodók száma az amerikai gazdaságban.
Az Euler Hermes hitelbiztosító -2,7 százalékos GDP csökkenést vár az országban 2020-ra, amire 70 éve nem volt példa. 2020 második negyedévében 30 százalékos lehet a gazdasági visszaesés mértéke. 2021-re az amerikai GDP 3,3 százalékkal emelkedhet a cég elemzői szerint. Az országban a vállalati fizetésképtelenségek 25 százalékkal emelkedhetnek 2020-ban.Elsődlegesen a kis- és nagykereskedelem, a szénkitermelés, az olajipar, az élelmiszeripar, a textilipar és a papírgyártás lehetnek a visszaesés által leginkább sújtott ágazatok.
A Fitch Ratings hitelminősítő szerint 2020-ban az amerikai GDP 5,6 százalékkal csökkenhet éves szinten.
Az Oxford Economics előrejelzése szerint az amerikai GDP 2020-ban 4,1 százalékkal fog csökkenni.
Kanada
A kanadai kormány egy 16 milliárd kanadai dollár (11,6 milliárd amerikai dollár) értékű pénzügyi segélycsomagot állított össze a járvány okozta válság miatt nehéz helyzetbe került emberek megsegítésére. A csomag két részből tevődik össze. Az első, mintegy 7,9 milliárd kanadai dollár összértékű részt a munkanélküli segélyek kifizetésére különítették el, míg a fennmaradó 8,4 milliárd kanadai dollár összértékű részt olyan személyek megsegítésére hozták létre, akik valamilyen okból kifolyólag nem felelnek meg a Canada Emergency Response Benefit (CERB), azaz a munkanélküli segély feltételeinek. A munkanélküli segély értéke havi 2000 kanadai dollár, amely az átlagos kanadai dolgozók átlagos havi fizetésének mintegy egy ötöde.
A kanadai kormány tervbe vette, hogy kialakít egy olyan speciális hitelkonstrukciót, amelyet csak azon piaci szereplők vehetnének igénybe, ingatlan-bérbeadók és ingatlantulajdonosok, illetve fenntartók, akik cserébe elengedik a bérleti díjakat a mikro- és kisvállalkozások számára, akik e nélkül a program nélkül csak nehezen tudnák átvészelni a következő hónapokat. A bérleti díjak felfüggesztésének időtartama 2020 április és június között lenne.
A kanadai jegybank 0,25 százalékra csökkentette a jegybanki alapkamatot egy három lépésből álló kamatvágási sorozattal 2020 márciusában.
Mexikó

### Ázsia
Kína
A Fitch Ratings hitelminősítő szerint 2020-ban a francia GDP 0,7 százalékkal nőhet éves szinten.
Az Oxford Economics elemzése szerint 2020-ban a kínai GDP 0,2 százalékot csökkenhet reálértéken.
Makaó
Makaó GDP-je közel 30 százalékkal csökkenhet 2020-ban a járvány miatt elmaradó turisták jelentette bevételek kiesése következtében.
Japán
Japánban a kormányzat elfogadott egy 108,2 billió japán jen értékű gazdaságélénkítő csomagot. A csomag részeként minden olyan japán háztartás, ahol a járvány miatti lezárások következtében jelentős mértékben visszaesett a háztartás jövedelme, ott 300 000 japán jent biztosítanak háztartásonként a számukra a költségvetésből. A kisvállalkozások számára és az egyéni vállalkozók számára egy cégenként akár 2 millió jen összegű pénzügyi mentőövet biztosít a japán kormány. Az elemzők a második negyedévre 2020-ban két számjegyű gazdasági visszaesést várnak az országban. A japán GDP éves alapon számított szintje az első negyedévben 2020-ban 4,06 százalékkal csökkent, míg várhatóan a második negyedévben 11,08 százalékkal zsugorodik.
A Fitch Ratings hitelminősítő szerint 2020-ban a japán GDP 5 százalékkal csökkenhet éves szinten.
Az Oxford Economics szerint Japán GDP-je 2020-ban 4,8 százalékkal fog csökkenni.

### Dél-Amerika
Brazília
2020 március második felében 20 százalékot esett az etanol-értékesítés a Brazília legnagyobb bioetanol felhasználójának számító déli-középső régiójában. Az ezzel foglalkozó cégek szerint 2020 áprilisában csak a normál mennyiség 30-40 százalékát, májusban pedig már a normál mennyiség 60 százalékát tudják csak eladni. Az ország egyik legnagyobb befektetési bankja szerint a brazil etanolgyártó vállalatok több, mint 30 százaléka pénzügyi nehézségekkel küzd és/vagy emiatt le is kell állítania termelését bizonytalan időre.
Argentína
2020. április 16-án jelentette be az ország elnöke, hogy Argentína 2020-ban képtelenné vált hiteleinek törlesztésére, melyek három évvel későbbre halasztását kérte hitelezőitől. A halasztásba a hitelezők legalább 70 százalékának bele kellene mennie ahhoz, hogy életbe léphessen. Emiatt a Fitch hitelminősítő intézet leminősítette 2020 áprilisában már másodjára az ország hosszútávú adósbesorolását C értékre. Ez a csődközeli értékelésnek felel meg. A hitelminősítőnél az ennél alacsonyabb adósbesorolás gyakorlatilag az államcsődöt jelenti.
Guyana
Guyanában az IMF 2020 áprilisi prognózisa szerint 2020-ban az ország GDP-je 52,8 százalékkal fog emelkedni. Az országban éppenhogy elinduló kőolaj-kitermelés és a korábban viszonylag alacsony gazdasági teljesítmény miatt várható ekkora előremozdulás gazdaságilag.
Venezuela
Az IMF 2020 áprilisi előrejelzése alapján az ország GDP-je 2020-ban 15 százalékkal eshet vissza.

### Ausztrália és Óceánia
Ausztrália
2020 júniusára az Ausztrál Államkincstár számításai szerint a korábbi 5,1 százalékról 10 százalék fölé emelkedhet a munkanélküliek száma a járvány miatti leállások hatására. A hosszabb távú előrejelzések alapján a munkanélküliségi ráta az országban 15 százalék körül tetőzhet, amelyre az elmúlt 30 évben nem volt példa. A munkahelyek megtartását segítendő a kormányzat 130 milliárd ausztrál dollár összegű munkahelymegtartó, ún. JobKeeper programot hozott létre. A Westpac felmérése alapján akár 17 százalék is lehetne a munkanélküliség, ám a JobKeeper programmal ez lehet, hogy mindössze 9 százalékot fog csupán elérni. több, mint 800 000 vállalkozás regisztrált a muinkahelymegtartó programra. A munkavállalók havi 1500 ausztrál dollár értékű segélyt kaphatnak a program keretén belül hat hónapon keresztül.
Új-Zéland

### Afrika
Líbia
Az IMF 2020 áprilisában megjelent előrejelzése szerint Líbia GDP-je a 2020-as évben -58,7 százalékkal eshet vissza az ország belső hatalmi harcai miatt. Ugyanakkor 2021-re +80,7 százalékos lehet a GDP emelkedése.
Egyiptom
Marokkó
Algéria
Dél-afrikai Köztársaság
Közép-afrikai Köztársaság
Nigéria
Szudán
A 2018-as -2,3 %-os és a 2019-es -2,5 %-os gazdasági visszaesést követően a 2020-as évben is folytatódni fog a szudáni gazdaság hanyatlása. A Nemzetközi Valutaalap (IMF) 2020 márciusi jelentése szerint a helyi gazdaság 2020-ban további 1,2 százalékkal fog zsugorodni. Az infláció mértéke 60 százalék az országban, melyet többek közt az elértéktelenedő szudáni font tovább ronthat.
Kenya
Az ország 2020 márciusa és májusa között a Nemzetközi Valutaalaptól 1,5 milliárd amerikai dollár értékű kölcsönt vett fel. Kenya korábban az IMF-től 739 millió dollár összegű, a Világbanktól 6,6 millió dollár értékű kölcsönt, valamint az Amerikai Egyesült Államok kormányától is kapott támogatást a járvány elleni küzdelem költségeire. 20 millió dollárt pedig vállalatok és magánszemélyek adományaiból hozott össze a kenyai vezetés. Kenya államadósságának értéke meghaladta 2020-ban a 60 milliárd amerikai dollárt.
Uganda
Uganda 2020 tavaszán 540,2 millió amerikai dollárt vett fel kölcsönként a Nemzetközi Valutaalaptól 2020 tavaszán. Az IMF-től korábban 491,5 millió dollárt kapott az ország, valamint az Európai Uniótól 32 millió dollárt, az USAid-től 14,2 millió dollárt, míg Dániától 2,1 millió dollárt kapott az ország gazdaságának stabilizálására. A gazdasági visszaesés miatt az ugandai kormányzat bevételei jelentős mértékben csökkentek, így a helyi jegybankelnök aggodalmát fejezte ki a növekvő eladósodottság miatt, amely a gazdasági visszaesés miatt adósságválságba sodorhatja az országot. Uganda államadóssága 2020 januárjában 13 milliárd dollár volt, amely a GDP mintegy 36,5 százaléka.
Ruanda
223,65 millió amerikai dollárt vett fel 2020 tavaszán a Nemzetközi Valutaalaptól. Ruanda korábban az IMF-től 109,4 millió dollár összegű kölcsönt vett fel, míg a Nemzetközi fejlesztési Szövetségtől (IDA) 14,25 millió dollárt kapott. A Világbank 100 millió dolláros támogatással segítette a kelet-afrikai országot. Az adósság visszafizetését az ország vélhetően nem fogja tudni azonnal megkezdeni, miután az elnök bejelentette, hogy két évvel el kívánják halasztani annak visszafizetését.

## Előrejelzések

### GDP
A gazdasági előrejelzések gazdasági visszaesések közepette különösen nagy bizonytalanságúak lehetnek, melyek bekövetkezése számos tényezőtől függhet. Az itt közölt adatok csak tájékoztató jellegűek.
Hat százalékkal csökkenhet a globális GDP 2020 második negyedévében. A Nemzetközi Valutaalap (IMF) által közzétett tájékoztatás alapján 2020-ban éves szinten a világgazdaság 3,0 százalékot csökkenhet. 2020 januárjában még +3,3 százalékos emelkedésről adott előrejelzést a Valutaalap.
Japán
A japán GDP éves szinten az IMF előrejelzése alapján 5,2 százalékkal eshet vissza 2020-ban.
Kína
A kínai GDP 6,8 százalékkal csökkent 2020 első negyedévében éves számvetésben. Ilyenre több évtizede nem volt példa az ázsiai országban. Független szakértők szerint azonban ezek kozmetikázott adatok, melyek a valóságban sokkal rosszabbak is lehetnek. A Világbank elemzői szerint a kínai GDP 2020-ban 2 százalékos növekedési ütemre lassulhat, szemben a 2019-es 6 százalékos növekedéssel.
Amerikai Egyesült Államok
Az Egyesült Államokban a GDP 2020-ban 5,9 százalékkal csökkenhet az IMF 2020 áprilisi prognózisa alapján. A világgazdaság globálisan számított GDP-jének értéke mintegy 9 billiárd amerikai dollár értékkel csökkenhet a járvány miatt 2020 és 2021 során.
Kanada
Kanada GDP-je 2020-ban -4 és – 6 százalék között lehet a Kanadai Nemzeti Bank elnöke szerint.
Oroszország
Oroszországban 2020-ban a GDP éves szinten 5,5 százalékkal csökkenhet az IMF 2020 áprilisi előrejelzése alapján.
Eurozóna
Az eurozóna 2020-ban 7,5 százalékos visszaesést tapasztalhat a GDP terén az IMF adatai szerint.
Spanyolország
A Spanyol Központi Bank előrejelzése szerint az ország GDP-je 2020-ban 6,6 és 13,6 százalékos esést fog elszenvedni.
Ausztria
A 2020-as évre az Unicredit Bank Austria pénzintézet 10 százalékos visszaesést jósolt az osztrák GDP változására. A visszaesés pénzbeli értéke 36 milliárd euróra rúghat a bank előrejelzése szerint. A kiskereskedelem és az idegenforgalom terén és az általuk közvetlenül érintett ágazatoknál akár 40 százalékos is lehet a visszaesés. 2020 második negyedévében az osztrák GDP a normál gazdasági teljesítmény 75-80 százaléka lehet. A feldolgozóiparban 2020 második félévében 10 százalékos volt a gazdasági visszaesés.
Csehország
Csehországban 2020-ra az IMF a GDP 6,5 százalékos csökkenésével számol. 2021-ben a cseh GDP az IMF szerint 7,5 százalékkal emelkedhet.
Lengyelország
Lengyelországban 2020-ra az IMF 4,6 százalékos csökkenéssel számol a GDP terén, melyet 2021-ben +4,2 százalékos emelkedés követhet.
Szlovákia
Szlovákiában az IMF 2020-ra 6,2 százalékos GDP csökkenést vetít előre, amit 2021-ben +5 százalékos emelkedés követhet.
Bulgária
Bulgáriában a GDP az IMF szerint 2020 során 4 százalékkal fog csökkenni, míg 2021-ben már a GDP 6 százalékos emelkedése is bekövetkezhet.
Románia
Romániában az IMF 2020-ra 5 százalékos csökkenést vetít előre a GDP éves szintjében, míg 2021-re +3,9 százalékos emelkedés várható az országban GDP terén.
Szerbia
Az IMF szerint a szerb GDP 2020-ban 3 százalékkal csökken, míg 2021-ben 7,5 százalékkal nő.
Szlovénia
Szlovéniában a 2020-as évre az IMF a GDP 6,2 százalékos visszaesésével számol, míg 2021-ben a szlovén GDP 5 százalékkal emelkedhet.
Magyarország
Magyarországon az IMF 2020 áprilisi előrejelzése szerint 2020-ban 3,1 százalékkal csökkenhet a GDP éves szinten, míg 2021-ben 4,2 százalékkal nőhet a GDP.
A GKI (Gazdaságkutató Intézet) egy optimista – 3 százalékos és egy pesszimista – 7 százalékos előrejelzést prognosztizál Magyarországra 2020 tekintetében.
A Magyar Nemzeti Bank +2,5 százalékos emelkedést vár a magyar GDP terén 2020-ra.
A Reuters elemzői által közölt 4,5 százalékos GDP csökkenésre Varga Mihály pénzügyminiszter egy interjúban azt válaszolta, hogy amennyiben elhúzódik a gazdasági visszarendeződés, úgy elfogadható ez ebben az esetben. Korábban a minisztérium 3 százalékos visszaeséssel számolt 2020-ra.
Magyarország Kormánya 2020-ra a GDP 3,0 százalékos visszaesésével számol. 2021-re 4,8 százalékos emelkedést vár a kormány 2021-re a GDP terén.
A Morgan Stanley – 5 százalékos visszaesést vár a magyar GDP terén 2020-ra.
A JP Morgan -6,3 százalékos visszaeséssel számol a GDP terén Magyarországon 2020-ban.
A Portfolio.hu gazdasági híroldal számításai alapján 2020-ban az oldal alap forgatókönyve szerint 4,4 százalékos GDP csökkenésre lehet számítani, míg az optimista változat csupán 2,8 százalékos, a pesszimista forgatókönyv 7,3 százalékos gazdasági visszaesést vetít előre.
Németország
Németországban a GDP 2020-ban az IMF előrejelzése alapján 7 százalékkal csökkenhet éves szinten.
Chile
A chilei GDP 2020-ban a Fitch Ratings elemzése szerint a korábban általuk +1,2 százalékos GDP növekedése helyett, 2020 áprilisi jelentésükben már a GDP 1,9 százalékos visszaesésére lehet számítani.
2021
Németország
2021-re az IMF a német GDP 5,2 százalékos emelkedését prognosztizálja.
Eurozóna
2021 során az eurozóna és az Egyesült Államok GDP-je egyaránt +4,7 százalékkal emelkedhet, míg Kína +9,2 százalékkal, Japán pedig mindössze +3,0 százalékkal növekedhet.
Chile
A Fitch Ratings által korábban előrejelzett +2 százalékos GDP emelkedés helyett 2021-ben 2,7 százalékos emelkedés várható.

### Munkanélküliség
Amerikai Egyesült Államok
Elemzők szerint az Amerikai Egyesült Államokban 2020 április végére akár a 20 százalékot is elérheti a munkanélküliségi ráta.
Európai Unió
2020-ban az unión belül a munkanélküliségi ráta elérheti a 9 százalékot. 2021-re az Európai bizottság 8 százalékos munkanélküliségi rátával számol. (2019-ben az uniós munkanélküliség 6,7 % volt.)
Magyarország
A magyar kormány 2020-ra 5,6 százalékos munkanélküliséggel számol. Várakozásaik szerint 2024-ben lehet a munkanélküliségi ráta ismét a 2019-essel megegyező, azaz 3,4 százalék.
Spanyolország
Bár 2019 októberében az IMF még csak 13,2 százalékos munkanélküliségi rátát várt Spanyolországban 2020-ra, ám legfrissebb 2020 áprilisi jelentésükben a járvány miatt már akár 20,8 % is lehet a munkanélküliség az országban. Olaszország számára 2019 októberében még 10,3 százalékkal számoltak, ám a legújabb prognózisuk már 12,7 százalékos munkanélküliséggel számol 2020-ra.
A Spanyol Központi Bank előrejelzése 2020-ra 18,3 és 21,7 százalék közötti munkanélküliséggel számol a járvány gazdasági hatásainak következtében.

### Devizák
Magyarország
A magyar kormány 2020-ra 350,3 forintos euróárfolyamot vár átlagban, míg 2021 és 2024 között 353,8 forintos árfolyamot vár.

## Tényadatok

### GDP
Csehországban 2020 második negyedévében 10,7 százalékkal csökkent a GDP év/év alapon.
Lengyelországban 2020 második negyedévében 8,2 százalékkal csökkent a GDP év/év alapon.
Magyarországon 2020 második negyedévében 13,6 százalékkal csökkent a GDP év/év alapon.
Németországban 2020 második negyedévében 11,7 százalékkal csökkent a GDP év/év alapon.
Romániában 2020 második negyedévében 10,5 százalékkal csökkent a GDP év/év alapon.
Az Eurozónában 15,0 százalékkal csökkent a GDP év/év alapon 2020 második negyedévében.
Az Európai Unió 27 tagállamában összesítve 14,1 százalékkal csökkent a GDP éves alapon 2020 második negyedévében.

### Infláció
Kanada
2020 márciusában a kanadai statisztikai hivatal adatai szerint +0,9 százalék volt az infláció mértéke éves összevetésben. 2020 áprilisában -0,2 % volt az infláció éves összevetésben a kanadai statisztikai hivatal 2020 május 20-án közölt adatai szerint. Havi összevetésben februárhoz képest -0,6 % volt az infláció, vagyis defláció következett be, továbbá márciusról áprilisra vetítve -0,7 volt a fogyasztói árak változásának mértéke. A 2009 óta nem jelentkező deflációt az energiaárak esése okozta, ezeket nem számítva +1,6 százalék volt az éves infláció mértéke az országban. A benzin ára 39,3 százalékkal került lejjebb, mint az egy évvel korábbi ár.

### Munkanélküliség
Ausztrália
2020 márciusában Ausztráliában a munkanélküliségi ráta Ausztráliában 5,2 százalékra emelkedett a korábbi 5,1 százalékról.
Görögország
45 ezer munkahely szűnt meg a járvány miatti korlátozások miatt 2020-ban az országban csak az idegenforgalmi szektorban.
Kanada
Kanadában 2020 márciusában a munkanélküliségi ráta 7,8 százalékra ugrott a februári 5,6 százalékról, amely 2010 októbere óta a legrosszabb érték az országban. Elemzők szerint a járvány miatti hosszabb gazdasági leállás miatt ez az érték tovább fog emelkedni.
Kína
A hivatalos kínai adatok szerint a munkanélküliségi ráta az országban 6,2 százalékra emelkedett 2020 februárjában.

## Gazdasági mentőcsomagok

### Európai Unió
Az Európai Unió vezetői megállapodtak egy 540 milliárd euró összegű pénzügyi mentőcsomagról.

### Amerikai Egyesült Államok
Rövid idő alatt kimerült a 350 milliárd dollár értékű pénzügyi segélycsomag, amelyet az amerikai kis- és középvállalatok kisegítésére adott az amerikai kormányzat.
További 250 milliárd dollárnyi értékű segélycsomagot terveznek külön-külön mind a demokraták, mind a republikánusok, ám az eltérő álláspontok miatt erről április 17-ig még nem született döntés.

### Szlovénia
A szlovén kormány 2020 tavaszán elfogadott első két gazdasági mentőcsomagja összesen 5 milliárd euró, azaz 1748 milliárd euró értékű.
1 milliárd eurós gazdaságélénkítő csomagot fogadott el a szlovén kormány. A harmadik mentőcsomag munkaidő csökkentését lehetővé teszi a szlovén kormány azon lépése, mely szerint a dolgozók heti munkaidejét a cégek 20-35 órára csökkenthetik és a munkavállalók emiatt kieső bérét az állam átvállalja a cégektől. Továbbá az állam a vállalkozásokat terhelő közterhek 80 százalékát átvállalja az állam. A mentőcsomag 2020. június 1. és 2020. december 31. közt teszi lehetővé ezt a támogatási formát azon vállalkozásoknak, amelyek nem tudnak a forgalomkiesés miatt az alkalmazottak legalább 10 százalékának munkát biztosítani. Eközben bevezetik az üdülési csekket, melyeket a szlovén állampolgárok belföldi szálláshelyeken tudnak majd beváltani. Az intézkedéstől 5 millió vendégéjszakát vár a helyi vezetés. A felnőtteknek fejenként 200 euró, a gyermekek után fejenként 50 euró lesz az üdülési csekk értéke.

### Brazília
Brazília egy 10 milliárd real értékű (1,9 milliárd dollár) pénzügyi hitelkeretet nyújt az ország mikrovállalkozásai számára. A mentőcsomag azon vállalkozások számára lesz elérhető, amelyeknek az éves árbevétele nem éri el a 360 000 real árbevételt. Mintegy 3 millió ilyen kis- és mikrovállalkozás lehet az országban. Előtte való héten 2020 április elején a brazil kormány bejelentette, hogy egy 40 milliárd reál összértékű pénzügyi segélycsomagot fog nyújtani a 360 000 és 10 000 000 real árbevételi korlátok közé eső vállalkozásoknak. A brazil költségvetési hiány 2020-ban a GDP 7 százalékát fogja kitenni, mintegy 500 milliárd real értékben, a már korábban bejelentett 222 milliárd real értékű koronavírus elleni küzdelemre szánt összeg figyelmen kívül hagyásával.

### Chile
A chilei kormány egy 11,75 milliárd amerikai dollár értékű csomagot fogadott el, amely részben a vállalati adóterhek csökkentéséből, részben a nehéz anyagi helyzetbe jutott embereknek történő kifizetésekből és egyéb további intézkedésekből áll.

## Gazdasági leállások
Március 14.
Dániában 2020. március 14-ével záratták be az éttermeket, kávézókat, szabadidőközpontokat.
Március 17.
2020. március 17-én a német Daimler felfüggesztette európai gyáraiban a termelést.
Március 21.
Az IKEA magyarországi áruházait a koronavírus-járvány miatt március 21-i határidővel bezárta.
Március 23.
Nagy-Britanniában a járványügyi korlátozások miatt bezárták az autószalonokat.

## Gazdasági visszarendeződés
2020 február közepe
A Jaguar újra megnyitotta kínai gyárait fokozatos visszaállás mellett.
Április 11.
Iránban újra kinyithatnak a kisebb boltok, kisvállalkozások. Később a hónap során fővárosban már újra kinyithattak a piacok, bevásárlóközpontok.
Április 14.
2020. április 14-én a győri Audi Hungaria motorgyár újra elindította termelését, azonban a korábbi termelési kapacitások eléréséhez több hétre van szüksége a vállalatnak.
Április 16.
A Dél-afrikai Köztársaságban 2020 április 16-tól a bányavállalatok a termelésük 50 százalékáig újra elkezdhették a kitermelést.
Április 20.
Szlovéniában 2020 április huszadikától újra kinyithattak az építőanyagot, háztartási gépeket értékesítő boltok, az autó-, motor- és kerékpár szaküzletek és szervizek, valamint a vegytisztítók. Ezen túlmenően kinyithattak ismét a kutya-, illetve macskaápoló szalonok, a 400 négyzetméternél nem nagyobb üzletek is (kivéve a bevásárlóközpontokban), valamint a fodrász és kozmetikai szalonok is.
Németországban újra kinyithattak a 800 négyzetméternél kisebb alapterületű üzletek a megfelelő higiéniai előírások betartása mellett. Ezen felül a könyvesboltok, az autóalkatrész-kereskedések, valamint a bicikliüzletek is kinyithattak. Egyes helyeken az állatkertek is újra fogadhatnak látogatókat. A korlátozások azonban tartományonként eltérnek, így az újra kinyitó egységek összetétele is változó lehet az ország különböző régióiban.
Norvégiában újra kinyithattak a fodrászszalonok, a fogorvosi rendelők, a pszichológusi rendelők, továbbá az optikusok is.
Stuttgart közelében, Bad Cannstadtban, a Daimler újraindította a motorgyártást.
Április 21.
A kisebb üzletek ismételten kinyithattak Ausztriában.
Április 24.
Az Amerikai Egyesült Államokon belül, Georgia államban újra kinyithatnak a fodrászatok, edzőtermek.
Április 27.
Az Amerikai Egyesült Államokon belül, Georgia államban újra kinyithatnak a mozik, éttermek.
Új-Zélandon újra lehetősége nyílik az embereknek elvitelre szóló ételrendelésre.
Olaszországban a mezőgazdasági, erdészeti gépgyártás és a hajógyártáshoz szükséges alkatrészeket gyártó üzemek nyitnak ki újra.
Április 28.
Kecskeméten újra elkezdik a gépjárművek összeszerelését 1 műszakos rendben a Daimler gyárában.
Május 1.
Ausztriában valamennyi üzlet újra kinyithat és a fodrászok is.
Május 4.
Olaszországban újra elindulhatnak az építkezések és a textil- és divatipar.
A BMW az amerikai Spartanburgban lévő gyárában fokozatosan újraindítja a termelést.
Magyarország vidéki Decathlon áruházai a járványügyi korlátozások feloldását követően 2020. május 4-ével újra kinyitottak.
Május 5.
Az IKEA bútoráruház 2020. május ötödikén nyitotta meg 47 nap szünet után áruházait.
Május 11.
Olaszországban ismét kinyithatnak a korábban bezárt üzlethelyiségek a piacok és a nagyobb tömegeket vonzó üzletek kivételével.
Németországban, Dingolfingban egy műszakban és Mexikóban újraindítja a termelést a BMW.
Május közepe
Ausztriában újra kinyithatnak a vendéglátóhelyek.
Május 18.
2020. május 18-tól kezdi újra visszaállítani a termelést a Jaguar Wolverhamptonban, Angliában és Nyitrán, Szlovákiában.
Münchenben, Lipcsében, Regensburgban, a dél-afrikai Rosslynban és az angliai Oxfordban újraindítja a termelést a BMW a piaci igények függvényében.
Olaszországban újra kinyithatnak fodrászok, a presszók és az éttermek.
Május 30.
A Palatinus, a Paskál, a pesterzsébeti, a csillaghegyi strand és a Római Strandfürdő újra kinyit a Budapest Gyógyfürdői és Hévizei Zrt. közleménye alapján.
Június
Az Air France légitársaság június első hetétől kezdve heti egy, a hónap végétől pedig napi egy járatot fog üzemeltetni Párizs és Budapest között. A légitársaság június végéig már 75 géppel kíván járatokat teljesíteni a világ különböző pontjaira, amely a cég korábbi kapacitásának 15 százaléka.
Június 15.
A Budapest Gyógyfürdői és Hévizei Zrt. közleménye alapján a Pünkösdfürdői Strandfürdő újra kinyit.
Július
A Finnair légitársaság július első hetétől heti egy, majd a hónap végén már heti 4 járatot fog üzemeltetni Helsinki és Budapest között. Ezen kívül újra elindítják az egyesült Államokba, Japánba és Kínába tartó járataikat.